# Colotis evagore
Colotis evagore är en fjärilsart som först beskrevs av Johann Christoph Friedrich Klug 1829.  Colotis evagore ingår i släktet Colotis och familjen vitfjärilar. Inga underarter finns listade i Catalogue of Life.

## Bildgalleri

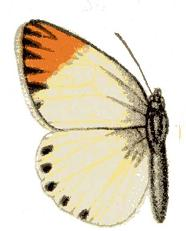
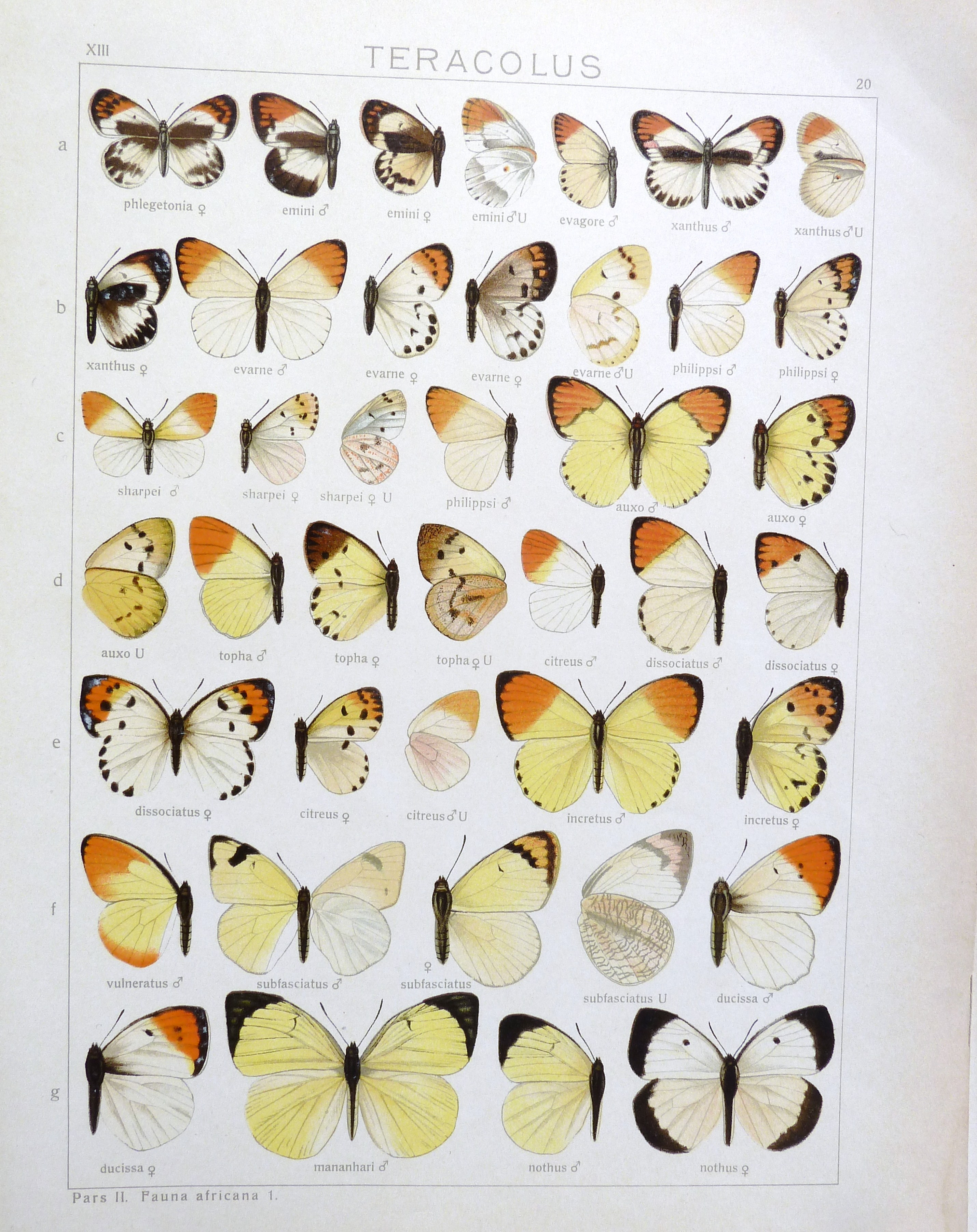
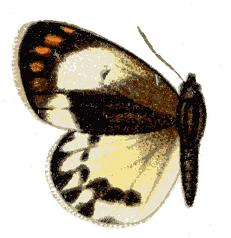
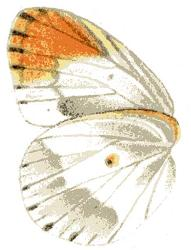
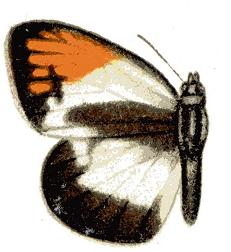
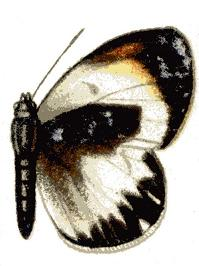